# Sainte-Marguerite-sur-Mer
Sainte-Marguerite-sur-Mer település Franciaországban, Seine-Maritime megyében. Lakosainak száma 475 fő (2022. január 1.). Sainte-Marguerite-sur-Mer Longueil, Quiberville-sur-Mer és Varengeville-sur-Mer községekkel határos.

## Népesség
A település népessége az elmúlt években az alábbi módon változott:
| Lakosok száma | 491  | 480  | 494  | 477  | 472  | 468  | 463  | 464  | 475  |
|               | 2013 | 2015 | 2016 | 2017 | 2018 | 2019 | 2020 | 2021 | 2022 |